# Haaknaald

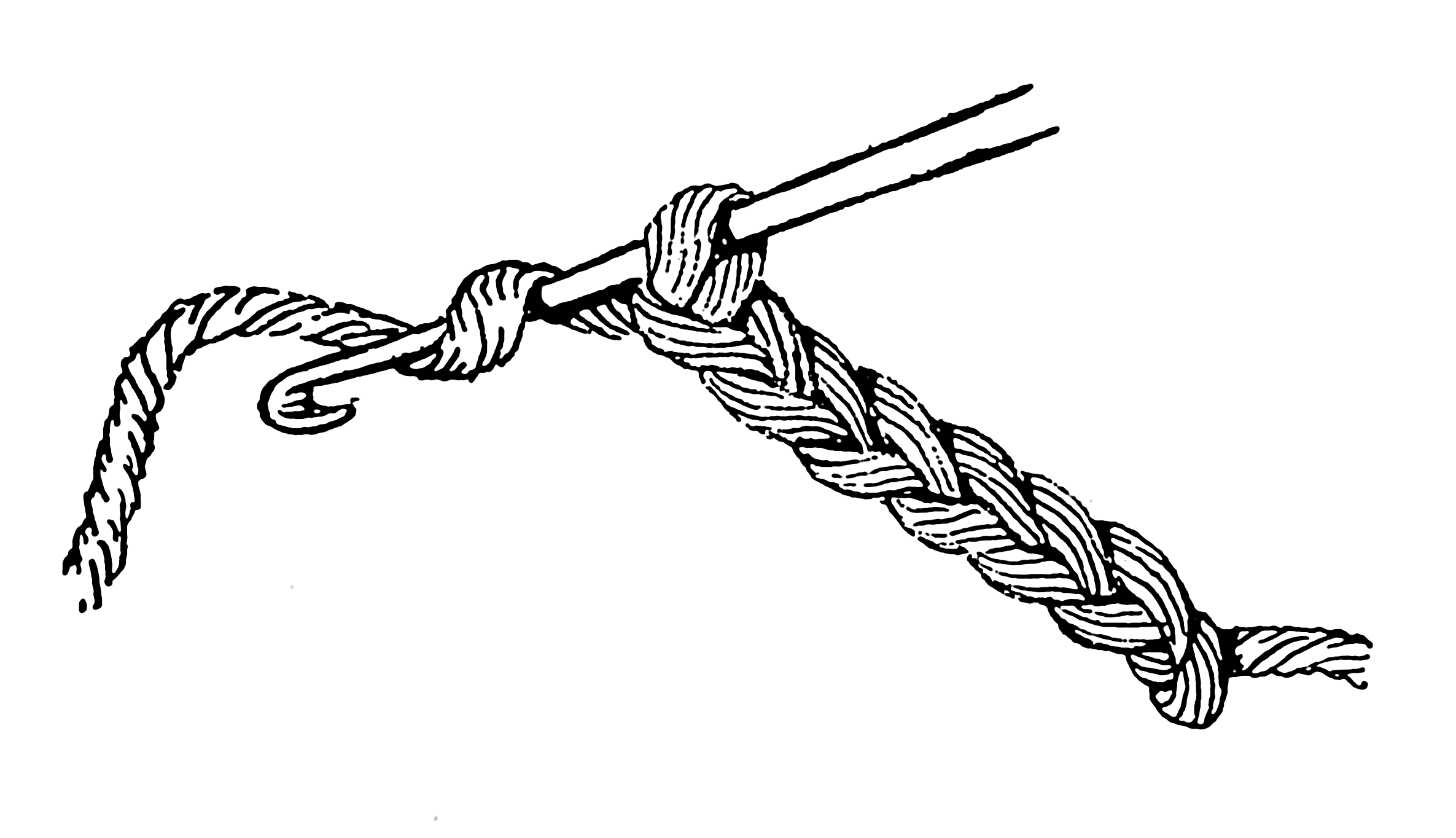
Een tekening van een haaknaald tijdens het haken van "lossen"

Een haaknaald is een hulpmiddel om te haken. Het haken gebeurt, in tegenstelling tot breien, met één naald. Deze naald heeft geen oog zoals een gewone naald maar heeft een klein haakje aan het uiteinde. De draad wordt om de haaknaald geslagen en met behulp van de haak door een eerder gemaakte lus gehaald. Zo ontstaan "lossen" (losse haaksteken).

## Onderdelen
Een traditionele haaknaald bestaat uit 5 onderdelen.

Onderdelen van een haaknaald

- Punt. Deze zit aan het uiteinde, is min of meer scherp en wordt in de steken gestoken.
- Keel. De keel dient om de draad eromheen te slaan.
- Schacht. Dit is een vrij kort, cilindrisch deel van de haaknaald. De schacht dient om meerdere lussen omheen te slaan. De cilindrische vorm zorgt ervoor dat alle lussen even groot worden.
- Grip. Een plat gedeelte, dat tussen duim en wijsvinger kan worden vastgehouden, en waarmee de haaknaald in de juiste stand wordt gehouden. Dikkere haaknaalden hebben soms geen grip.
- Handgreep. Het langere uiteinde dat dient voor de balans en om subtiel te kunnen bewegen.

## Afmetingen haaknaalden

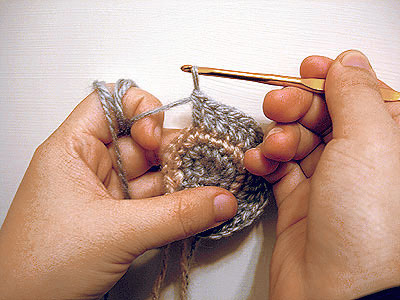
Een haaknaald wordt gebruikt om stokjes te haken in een rond patroon

Haaknaalden worden gemaakt in allerlei maten, vaak aangeduid in millimeters, die overeenkomt met de diameter van de schacht. De meest gebruikte afmetingen variëren tussen 2,5 en 19 mm. De lengte van de haaknaald bedraagt ongeveer 15 cm.
De afmetingen van de haaknaald worden vaak vermeld op de grip. Er zijn daarbij verschillende systemen. In het metrisch systeem, zoals gebruikt in onder andere de EU, wordt de afmeting in mm aangegeven. In de Verenigde Staten gebruikt men een combinatie van een letter en een cijfer, waarbij beiden oplopen. In de tabel hieronder de maatvoering voor standaard en voor de fijnere stalen haaknaalden.  
| Metrisch | Maataanduiding in Groot-Brittannië | GB    | Maataanduiding in de VS | VS    |
|          | standaard                          | staal | standaard               | staal |
| -------- | ---------------------------------- | ----- | ----------------------- | ----- |
|          |                                    |       |                         |       |
| 1,3 mm   |                                    | 5 1/2 |                         | 10    |
| 1,4 mm   |                                    | 5     |                         | 9     |
| 1,5 mm   |                                    | 4 1/2 |                         | 8     |
| 1,65 mm  |                                    | 4     |                         | 7     |
| 1,8 mm   |                                    | 3 1/2 |                         | 6     |
| 2 mm     |                                    | 2 1/2 |                         | 4     |
| 2,25 mm  | 13                                 | 1 1/2 | B-1                     | 2     |
| 2,75 mm  | 11                                 |       | C-2                     |       |
| 3,25 mm  | 10                                 |       | D-3                     |       |
| 3,5 mm   | 9                                  |       | E-4                     |       |
| 3,75 mm  |                                    |       | F-5                     |       |
| 4 mm     | 8                                  |       | G-6                     |       |
| 4,5 mm   | 7                                  |       | 7                       |       |
| 5 mm     | 6                                  |       | H-8                     |       |
| 5,5 mm   | 5                                  |       | I-9                     |       |
| 6 mm     | 4                                  |       | J-10                    |       |
| 6,5 mm   | 3                                  |       | K-10.5                  |       |
| 8 mm     |                                    |       | L-11                    |       |
| 9 mm     |                                    |       | M/N-13                  |       |
| 10 mm    |                                    |       | N/P-15                  |       |
| 12,75 mm |                                    |       | —                       |       |
| 15 mm    |                                    |       | P/Q                     |       |
| 16 mm    |                                    |       | Q                       |       |
| 19 mm    |                                    |       | S                       |       |
| 25 mm    |                                    |       | U                       |       |

## Tunisch haakwerk
Extra lange haaknaalden worden gebruikt voor Tunisch haakwerk. Daarbij geldt dat de steken eerst allemaal op de haaknaald worden gezet bij het "heengaan" en op de terugweg worden zij een voor een weer afgehaakt. Bij Tunisch haakwerk bestaat er dan ook een soort maximum breedte omdat er maar een beperkt aantal steken op een haaknaald passen (dit in tegenstelling tot het gewone haakwerk). Verder kunnen er bij beide haakwerksoorten ook extra lusjes en bolletjes op gehaakt worden, om het uiterlijk te veranderen of het haakwerk te versieren.

## Materiaal
Haaknaalden worden gemaakt van plastic, aluminium, staal, hout of bamboe. Aluminium haaknaalden worden het meest gebruikt, omdat ze degelijk zijn, een glad oppervlak hebben en lang meegaan. Voor heel fijne garens worden stalen haaknaalden gebruikt. Het stalen gedeelte is soms bevestigd in een handgreep van een ander materiaal.

## Manier van vasthouden van de haaknaald
De haaknaald kan tijdens het haken afhankelijk van de persoonlijke voorkeur op twee manieren vastgehouden worden, onderhands, min of meer zoals de meeste mensen een potlood vasthouden, of bovenhands.

## Toepassingen
Haaknaalden worden niet alleen gebruikt om te haken, maar ook voor andere toepassingen, zoals bijvoorbeeld het ophalen van gevallen steken in breiwerk. Kappers gebruiken een haaknaald om haren door het kapje heen trekken als zij die apart willen kleuren, bijvoorbeeld voor een coupe soleil. Ook kan een haaknaald gebruikt worden voor het onderhoud van dreadlocks, om haar terug te steken als dat losgeraakt is.